# پرندگان خشمگین (بازی ویدئویی)
پرندگان خشمگین که به طور گذشته با نام پرندگان خشمگین کلاسیک شناخته می‌شود، یک بازی ویدئویی پازل مبتنی بر فیزیک در سال ۲۰۰۹ است که توسط توسعه‌دهنده بازی‌های ویدیویی فنلاندی Rovio Entertainment و اولین بازی از سری پرندگان خشمگین ساخته شده است. این بازی که عمدتاً از طرحی از پرندگان بدون بال الهام گرفته شده بود، ابتدا برای دستگاه‌های موبایل iOS و Maemo از دسامبر 2009، [1][2] با استفاده از کنترل‌های صفحه لمسی منتشر شد. تا اکتبر 2010، 12 میلیون نسخه از این بازی از اپ استور اپل و فروشگاه Ovi نوکیا خریداری شد، که باعث شد Rovio تا سال 2011 Angry Birds را به دستگاه های مختلف تلفن همراه دیگر و همچنین به کنسول های بازی های ویدیویی خانگی، رایانه های شخصی و سایر موارد منتقل کند.
گیم پلی بازی Angry Birds حول محور بازیکنانی می چرخد که از تیرکمان بچه گانه استفاده می کنند تا پرندگان را به سمت خوک های سبزی که در داخل یا اطراف سازه های مختلف مستقر هستند، با هدف شکست دادن همه خوک ها در زمین بازی، پرتاب کنند. با پیشروی بازیکنان در بازی، انواع جدیدی از پرندگان در دسترس قرار می گیرند که برخی از آنها توانایی های ویژه ای دارند. Rovio طی سال‌ها با به‌روزرسانی‌های رایگان متعدد از Angry Birds پشتیبانی می‌کند که محتوای بازی را اضافه می‌کند. بسیاری از بازی‌های خاص و مضمون نیز پس از آن منتشر شدند، که با فصل‌های پرندگان خشمگین در سال ۲۰۱۰ شروع شد.
پرندگان خشمگین به دلیل گیم پلی ساده و اعتیاد آور، سبک کمیک و قیمت پایین آن که در سال های 2010 و 2011 به یک پدیده اصلی تبدیل شد، از نظر انتقادی و تجاری بسیار مورد استقبال قرار گرفت.[8][9][10] بسیاری از منتقدان Angry Birds را یکی از بهترین بازی‌های موبایلی می‌دانند که تا کنون ساخته شده و یکی از بهترین بازی‌های ویدیویی تمام دوران است. این امر منجر به ایجاد امتیاز رسانه ای پرندگان خشمگین شد که شامل کالاهای شخصیت های آن، فیلم های انیمیشن بلند و غیره بود. این بازی در سال 2015 دنباله‌ای به نام Angry Birds 2 را دنبال کرد و در مجموع بیش از پنج میلیارد دانلود از سری بازی‌های Angry Birds در تمامی پلتفرم‌ها انجام شده است.[a][11] در اوایل سال 2019، چندین بازی Angry Birds، از جمله نسخه اصلی، از اپ استور iOS و فروشگاه Google Play اندروید حذف شدند. پرندگان خشمگین اصلی بازسازی شد و با عنوان Rovio Classics: Angry Birds در 31 مارس 2022، [12] چهار سال پس از حذف نسخه اصلی، منتشر شد.[13] Rovio Classics در 23 فوریه 2023 از Google Play در اندروید حذف شد و در همان تاریخ به Red's First Flight در iOS تغییر نام داد.[14]

## گیم پلی
در پرندگان خشمگین، بازیکن دسته‌ای از پرندگان چند رنگ را کنترل می‌کند که در حال تلاش برای بازیابی تخم‌های خود هستند که توسط گروهی از خوک‌های سبز گرسنه دزدیده شده‌اند.[9] در هر سطح، خوک ها توسط سازه های ساخته شده از مواد مختلف مانند چوب، شیشه، [10] و سنگ محافظت می شوند و هدف از بازی حذف تمام خوک های موجود در سطح است. با استفاده از تیرکمان، بازیکنان پرندگان را با این هدف که مستقیماً به خوک‌ها ضربه بزنند یا به سازه‌ها آسیب برسانند، پرتاب می‌کنند و باعث می‌شوند که آنها فرو بریزند و خوک‌ها را بکشند.[11] در مراحل مختلف بازی، اشیاء اضافی مانند جعبه‌های TNT و صخره‌ها در سازه‌ها یافت می‌شوند و می‌توان از پاورآپ‌ها همراه با پرندگان برای کشتن خوک‌هایی استفاده کرد که به سختی قابل دسترس هستند.
انواع مختلفی از پرندگان در بازی استفاده می شود. در مراحل اولیه، پرنده قرمز تنها پرنده موجود است.[9] با پیشروی بازیکن در بازی، انواع دیگری از پرندگان در دسترس هستند. برخی از پرندگان در برابر مواد خاصی مؤثر هستند و برخی توانایی‌های ویژه‌ای دارند که ممکن است توسط بازیکن در حالی که پرنده در هوا است فعال شود.[11] مثلاً یک پرنده زرد سرعت می‌گیرد، یک پرنده آبی به سه پرنده جدا می‌شود، یک پرنده سیاه منفجر می‌شود، یک پرنده سفید می‌تواند یک پرتابه تخم‌مرغی را پرتاب کند، یک پرنده صورتی می‌تواند اجسام را در حباب‌ها به دام بیندازد، یک پرنده سبز به عقب می‌چرخد و یک پرنده نارنجی و منبسط و باد می‌شود.[9] خوک ها نیز در اندازه های مختلف ظاهر می شوند. در حالی که خوک های کوچک نسبتا ضعیف هستند و به راحتی با ضربه های مستقیم یا با زباله های ساختارهای آسیب دیده کشته می شوند، خوک های بزرگتر می توانند آسیب بیشتری را تحمل کنند. علاوه بر این، برخی از خوک ها از کلاه یا زره استفاده می کنند که باعث می شود در برابر آسیب حتی مقاومت بیشتری داشته باشند.
هر سطح با تعداد، انواع و ترتیب پرندگان از پیش تعیین شده شروع می شود.[9][11] اگر تا زمان استفاده از آخرین پرنده، همه خوک‌ها کشته شوند، سطح کامل شده و قفل سطح بعدی باز می‌شود.[9] اگر همه خوک ها کشته نشوند، سطح ناقص است. امتیاز برای هر خوک کشته شده و همچنین برای آسیب یا تخریب سازه ها به دست می آید و برای پرندگان استفاده نشده امتیاز جایزه تعلق می گیرد. پس از اتمام هر سطح، بازیکنان بسته به امتیاز دریافتی، یک، دو یا سه ستاره دریافت می کنند. بازیکنان می‌توانند هر چند بار که مایلند سطوح قفل‌شده را مجدداً امتحان کنند تا آن‌ها را با موفقیت کامل کنند یا امتیاز یا ستاره‌های بیشتری کسب کنند.

## توسعه
در اوایل سال 2009، کارکنان Rovio شروع به بررسی پیشنهادها برای بازی های احتمالی کردند. یکی از این پیشنهادها توسط طراح ارشد بازی Jaakko Iisalo[12] در قالب یک اسکرین شات شبیه سازی شده ارائه شد که برخی از پرندگان خشمگین به نظر می رسد که هیچ پا یا بال قابل مشاهده ای ندارند.[13] در حالی که تصویر هیچ سرنخی از اینکه چه نوع بازی ای در حال انجام است به دست نمی دهد، کارکنان کاراکترها را دوست داشتند[13] و تیم تصمیم گرفتند تا یک بازی در اطراف آنها طراحی کنند.[14] همانطور که مفهوم پرندگان خشمگین توسعه یافت، کارکنان متوجه شدند که پرندگان به دشمن نیاز دارند.[12] در آن زمان، اپیدمی «آنفولانزای خوکی» در اخبار بود، بنابراین کارکنان، دشمنان پرندگان را خوک کردند.[12] Angry birds پنجاه و دومین بازی این استودیو برای آیفون بود که در آن پس از شش ماه به جایگاه شماره 1 در جدول اپ استور اپل رسید و سپس برای ماه ها در آنجا ماند.[15] هزینه اولیه برای توسعه پرندگان خشمگین بیش از 100000 یورو تخمین زده شد، بدون احتساب هزینه ای که برای به روز رسانی های بعدی خرج شده است.[13] برای نسخه iOS، Rovio با توزیع کننده Chillingo همکاری کرد تا بازی را در فروشگاه App منتشر کند.[16] Chillingo ادعا کرد که در پرداخت نهایی بازی، مانند اضافه کردن خطوط مسیر قابل مشاهده، کوچک کردن برای بزرگنمایی، غرغر خوک ها، سالتوهای پرندگان در هنگام فرود شرکت کرده است.[17] از آن زمان Rovio تقریباً تمام پورت‌های بعدی بازی را منتشر کرده است، به استثنای نسخه PlayStation Portable که تحت لیسانس Abstraction Games تولید و سپس توسط Chillingo توزیع شد.
قبل از این جلسه، معیارهای سختگیرانه‌ای را تعیین کرده بودیم تا مشخص کنیم با کدام بازی می‌رویم، اما آن را برای شخصیت پرنده خشمگین کنار گذاشتیم.»
– میکائیل هد، مدیر عامل Rovio Mobile[14]
زمانی که Rovio شروع به نوشتن نسخه های جدید بازی برای دستگاه های دیگر کرد، مشکل های جدیدی آشکار شد. هنگامی که تیم شروع به کار بر روی نسخه ای برای سیستم های اندرویدی کرد، تعداد زیادی از تنظیمات انواع دستگاه ها و نسخه های نرم افزار اندروید را مشاهده کردند.[12] تعداد ترکیب‌های نسخه نرم‌افزار، سرعت پردازنده و حتی رابط‌های کاربری به طور قابل‌توجهی بیشتر از نسخه قبلی iOS بود.[18] در نهایت، تیم به حداقل مجموعه ای از الزامات رضایت داد، [12] حتی اگر نزدیک به 30 نوع از تلفن های اندرویدی قادر به اجرای بازی نبودند، از جمله برخی از گوشی های تازه منتشر شده.[18] یک ماه پس از انتشار اولیه در اندروید، Rovio Mobile شروع به طراحی نسخه ساده‌تری از بازی برای این دستگاه‌های دیگر کرد.[18]
در اوایل سال 2010، Rovio شروع به توسعه یک نوع از Angry Birds برای فیس بوک کرد.[19] این پروژه با توسعه بیش از یک سال به یکی از بزرگترین های شرکت تبدیل شد.[19] این شرکت چالش‌های انتقال مفهوم بازی را بین پلتفرم‌های اجتماعی و سیستم‌های موبایل/بازی درک کرد. در مصاحبه‌ای در مارس 2011، پیتر وسترباکا از Rovio گفت: "شما نمی‌توانید تجربه‌ای را که در یک محیط و یک اکوسیستم کار می‌کند استفاده کنید و آن را به اجبار در محیطی دیگر تغذیه کنید. مانند Zynga است. آنها نمی‌توانند FarmVille را بگیرند و آن را روی تلفن همراه بیندازند و ببینند چه چیزهایی می‌چسبند. عناوینی که برای آنها موفقیت‌آمیز بوده است. برای ترکیب مفاهیم بازی اجتماعی و خریدهای درون بازی و قرار بود در آوریل 2011 وارد آزمایش بتا شود؛ [19] این بازی در فوریه 2012 به طور رسمی در فیس بوک در دسترس قرار گرفت.[20]
بهبودهای بازی شامل توانایی همگام سازی پیشرفت بازیکن در چندین دستگاه است. برای مثال، بازیکنی که یک سطح را در یک دستگاه iOS تکمیل می‌کند، می‌تواند به نسخه‌ای از بازی خود در دستگاه Android وارد شود و همان آمار و سطح پیشرفت را ببیند.[21]

## انتشار
نسخه اولیه iOS این بازی شامل یک قسمت تکی با عنوان «تخم‌مرغ‌ها» بود که شامل سه فصل بود که هر کدام دارای 21 سطح بود. Rovio هر چند وقت یکبار ارتقاهای رایگانی را منتشر کرده است که شامل محتوای اضافی مانند سطوح جدید، اشیاء جدید درون بازی و حتی پرندگان جدید است. همانطور که به روز رسانی منتشر شده است، آنها را به نسخه کامل بازی ارائه شده برای دانلود از فروشگاه نرم افزار هر پلت فرم گنجانیده شده است.[22]
اولین آپدیت منتشر شده در 11 فوریه 2010 یک قسمت جدید به نام "حقهه بزرگ" را اضافه کرد که شامل دو فصل جدید با 21 سطح است. به روز رسانی های منتشر شده در 6 آوریل 2010 ویژگی "تخم مرغ های طلایی" را اضافه کردند که تخم مرغ های طلایی مخفی را در طول بازی قرار می داد که در صورت یافتن محتوای جایزه را باز می کرد و یک قسمت جدید به نام "خطر بالاتر" که در ابتدا شامل یک فصل از 15 سطح بود. دو به روز رسانی بعدی، دو فصل دیگر به "خطر بالاتر" اضافه کردند که هر کدام دارای 15 سطح بودند. قسمت "The Big Setup" که در 18 جولای 2010 منتشر شد، یک فصل جدید با 15 سطح و سطوح اضافی Golden Egg اضافه کرد.[23] بعداً به "The Big Setup" دو فصل دیگر از هر 15 سطح داده شد.
قسمت پنجم، به نام "Ham'Em High"، در 23 دسامبر 2010، به مناسبت جشن اولین سال بازی در فروشگاه App iOS راه اندازی شد.[22][24] "Ham'Em High" شامل 15 سطح با مضمون غرب قدیمی آمریکایی در یک فصل بود؛ [25] به‌روزرسانی‌ها در 4 فوریه 2011 و 18 مارس 2011 هر کدام یک فصل 15 سطحی جدید اضافه کردند.[26][27] "Ham 'Em High" همچنین Mighty Eagle را معرفی کرد، یک پرنده جدید که ممکن است یک بار در ساعت برای پاک کردن سطوح ناتمام استفاده شود. همچنین می‌توان از Mighty Eagle در سطوحی که قبلاً تکمیل شده‌اند، بدون محدودیت یک بار در ساعت، برای اجرای یک مینی‌بازی به نام "تخریب کامل" استفاده کرد که در آن بازیکن سعی می‌کند تا حد امکان مناظر را از بین ببرد، هم با پرندگان استاندارد و هم با Mighty Eagle. دستیابی به 100٪ تخریب به بازیکن یک پر عقاب توانا برای سطح به دست می آورد.[25]
Mighty Eagle به‌عنوان خرید یک‌باره و درون‌بازی ارائه می‌شود، [22] و در ابتدا فقط برای iOS در دسترس بود، زیرا مشتریان App Store آن دارای حساب‌های iTunes با کارت‌های اعتباری از قبل مرتبط هستند.[28] در اواخر سال 2011، Rovio همچنین Mighty Eagle را به نسخه Chrome App این بازی اضافه کرد. Rovio آزمایش یک به‌روزرسانی اندروید به نام «Bad Piggy Bank» را با سرویس بی‌سیم Elisa در فنلاند و T-Mobile آغاز کرده است که به کاربران امکان می‌دهد خریدهای درون برنامه‌ای مانند Mighty Eagle را به صورت حساب تلفن همراه خود شارژ کنند.[28] این سرویس با انتشار نسخه 2.2.0 در آگوست 2012، با استفاده از سیستم تراکنش Google Play، که امکان صورت‌حساب تلفن همراه و کارت‌های اعتباری را فراهم می‌آورد و به تلفن‌های اندرویدی و تبلت‌های دارای WiFi فقط امکان باز کردن قفل ویژگی‌ها را می‌دهد، روی اندروید راه‌اندازی شد. این نسخه همچنین پاور آپ های نسخه فیس بوک را اضافه کرده و گزینه ای برای پرداخت برای حذف تبلیغات اضافه کرده است که به بازیکنان اندروید امکان می دهد مانند بازیکنان iOS از بازی بدون تبلیغات لذت ببرند.
قسمت ششم، "Mine and Dine" در 16 ژوئن 2011 با 15 سطح جدید با موضوع ماینینگ و یک تخم مرغ طلایی جدید منتشر شد.[29] به‌روزرسانی 24 آگوست 2011 «من و شام» را با دو فصل 15 سطحی دیگر گسترش داد.[30]
هفتمین آپدیت، "Birdday Party"، در 11 دسامبر 2011 به مناسبت دومین سالگرد انتشار اولین نسخه iOS در فروشگاه برنامه iTunes منتشر شد.[31] شامل 15 سطح تم کیک تولد جدید، و همچنین گرافیک به روز شده و افزودن عناصر از بازی های اسپین آف، مانند گرافیک امتیازدهی که در Angry Birds Rio و معرفی پرنده نارنجی که برای اولین بار در فصل های Angry Birds ظاهر شد.[32] این آپدیت بعدا برای اندروید و مایکروسافت ویندوز منتشر شد. هشتمین آپدیت در ابتدا در 20 مارس 2012 برای iOS منتشر شد که منجر به انتشار Angry Birds Space شد. به‌روزرسانی جدید شامل یک آموزش متحرک، گیم‌پلی پیشرفته، تمام گرافیک‌های رابط کاربری جدید، و 15 سطح اول «Surf and Turf»، قسمت انحصاری Angry Birds در فیس‌بوک (زیر را ببینید). 15 سطح دیگر بعداً اضافه شد، با نسخه iOS که برای اولین بار در نسخه فیس بوک مشاهده شد.[33][34]
در 9 اکتبر 2012، فصل پایانی "موج و چمن" منتشر شد. در کنار آن اپیزود جدیدی به نام «Bad Piggies» منتشر شد. این برای تبلیغ بازی جدید Rovio، Bad Piggies است. آپدیت دیگری در 11 دسامبر 2012، در سومین سالگرد انتشار بازی، با 15 سطح جدید برای "Birdday Party" و 15 سطح جدید برای "Bad Piggies" منتشر شد. مجموعه دوم 15 سطحی در "Birdday Party" پرنده صورتی را به بازی معرفی کرد. بعداً 15 سطح دیگر برای قسمت "Bad Piggies" در 7 مارس 2013 منتشر شد. در همان روزی که این 15 سطح نهایی منتشر شد، Angry Birds تا 14 مارس به عنوان "برنامه رایگان هفته" در فروشگاه اپل اپ استور تبدیل شد و تا زمانی که 18 مارس به قیمت 35 دلار عادی بازگشت، به یک موفقیت فوری در نمودارهای برنامه رایگان برتر در اپ استور تبدیل شد.در 17 ژوئن 2013، Rovio در صفحه فیس بوک خود اعلام کرد که رد، قهرمان اصلی بازی، قابلیتی را در قسمت جدید دریافت خواهد کرد. در 26 ژوئن، Rovio یک ویدیوی یوتیوب را منتشر کرد که سه واقعیت جدید را فاش کرد: این قسمت Red's Mighty Feathers نامیده می شود، به روز رسانی در جولای ارائه می شود، و نماد برنامه Angry Birds طراحی جدیدی دریافت می کند.[36]
در 3 جولای 2013، این به روز رسانی با پانزده سطح گیم پلی کاملاً جدید منتشر شد. به جای ضربه زدن به قلعه خوک ها، هدف شما این است که خوک ها را از سرقت تخم مرغ و ترک زمین بازی با آن دور نگه دارید. خوک ها در امواجی از وسایل نقلیه پیچیده وارد می شوند و تنها پرنده موجود قرمز است که توانایی جدیدش هدف قرار دادن نزدیکترین خوک است. هیچ امتیازی وجود ندارد و سه ستاره با تکمیل سه هدف در یک تلاش به آنها تعلق می گیرد. هدف اول این است که سطح را بدون دزدیده شدن تخم مرغ خود به پایان برسانید. دوم این است که تمام خوک ها را در سطح پاپ کنید. سومین مورد استفاده از کمتر یا مساوی مقدار معینی از پرندگان برای پاکسازی سطح است. از آنجایی که برخی از افراد در مورد گیم پلی جدید شک داشتند، Rovio بعداً اعلام کرد که سطوح را بر اساس سبک سطح اصلی به قسمت اضافه می کند. در 16 سپتامبر 2013، Rovio با استفاده از سبک اصلی، 15 سطح را به قسمت اضافه کرد و این سطوح شامل هدف گیری دستی برای Red Bird است.
در 26 نوامبر 2013، Rovio قسمت 30 سطحی به نام فیوز کوتاه را اضافه کرد که انفجارهای بمب را به پالس های الکتریکی بسیار مخرب تبدیل می کند، قدرتی اضافه می کند که هر پرنده را به یک پرنده بمب تبدیل می کند و 3 معجون مختلف که می تواند خوک ها را تغییر دهد. در 11 دسامبر 2013، Rovio 15 سطح به قسمت Birdday Party (کیک 4) برای جشن تولد چهارم خود اضافه کرد. در 4 مارس 2014، 15 سطح به Short Fuse اضافه شد و آیکون های پاور آپدیت شدند.
در 23 نوامبر 2014، با مشارکت (RED) و شرکت اپل، به‌روزرسانی این برنامه (همراه با برنامه‌های دیگری مانند Cut the Rope 2 و Clash of Clans) به‌صورت انحصاری برای iOS منتشر شد. در این به‌روزرسانی، یک تخم‌مرغ طلایی اضافی با موضوعی (قرمز) و قدرت قرمز از قسمت ویژگی‌های توانا قرمز (به عنوان پرهای توانا (RED)) به‌عنوان یک تقویت‌کننده مستقل اضافه شد که در صورت خرید، می‌توان برای همیشه از آن استفاده کرد (1 بار در هر بازی) و 100٪ پول برای پایان دادن به صندوق جهانی AIDS خواهد رفت. این خرید فقط از 24 نوامبر تا 7 دسامبر در دسترس بود.

## واکنش
نقدهای Angry Birds عمدتا مثبت بوده است. کریس هولت از Macworld این بازی را "یک معمای اعتیاد آور، باهوش و چالش برانگیز" نامید. جاناتان لیو از Wired News نوشت که "به دنبال حداکثر تعداد ستاره ها مطمئناً ارزش تکرار زیادی به یک بازی نسبتاً گسترده می افزاید".[44]
بررسی‌ها برای اولین نسخه‌های بازی که از صفحه‌نمایش لمسی استفاده نمی‌کردند، نسخه پلی‌استیشن 3/PSP و نسخه ویندوز نیز مثبت بوده‌اند، اما با اختلاف نظر بر سر رابط‌های مختلف. ویل گرینوالد از مجله پی سی، در بررسی خود از نسخه شبکه پلی استیشن، گفت که طرح کنترل در این پلتفرم ها خوب است، "اما آنها به اندازه کنترل های صفحه لمسی موجود در نسخه های گوشی های هوشمند راضی کننده نیستند" و نسخه پلی استیشن 3 "مسدود و ناخوشایند، مانند صفحه نمایش گوشی هوشمند منفجر شده به اندازه HD" ظاهر می شود.[5] برعکس، گرگ میلر از IGN تنظیمات کنترل آنالوگ نسخه PSP را ترجیح داد، و گفت که "تغییرهای کوچکی در کنترل به من ارائه می دهد که احساس نمی کنم با انگشت چاق خود روی صفحه نمایش پیدا می کنم".[41] میلر در حالی که بازی را نقد مثبت می‌داد، نتیجه‌گیری کرد: «نمی‌توان انکار کرد که Angry Birds سرگرم‌کننده است، اما می‌توانست از پولیش استفاده کند – مانند تصاویر واضح‌تر، قیمت بهتر و عملکرد نرم‌تر.»[41] دیمین مک‌فرین از وب‌سایت بریتانیایی Electric Pig نسخه رایانه شخصی را بررسی کرد و گفت: «روش کنترلی با ماوس بیش از فوکوس انگشتان بسیار متمایز را نشان می‌دهد».
کریس شیلر از Eurogamer.net، منتقد بازی، انگری بردز را به‌عنوان غیرممکن توصیف کرده است.
Angry Birds در فوریه 2010 به پرفروش ترین برنامه پولی در فروشگاه App UK اپل تبدیل شد و چند هفته بعد به رتبه اول در فروشگاه App ایالات متحده رسید، [48] جایی که تا اکتبر 2010 باقی ماند.[49] از زمان انتشار، نسخه رایگان و محدود Angry Birds بیش از 11 میلیون بار برای iOS اپل دانلود شده است، و نسخه پولی با امکانات کامل تا سپتامبر 2010 نزدیک به 7 میلیون بار دانلود شده است.[13] نسخه اندروید بازی در 24 ساعت اول انتشار بیش از 1 میلیون بار دانلود شد، [50] حتی اگر سایت در یک نقطه به دلیل بارگیری از کار افتاد، [51] و بیش از 2 میلیون بار در آخر هفته اول آن دانلود شد.[52] Rovio تقریباً 1 میلیون دلار در ماه از تبلیغاتی که در نسخه رایگان اندروید ظاهر می شود، دریافت می کند.[4]
با توجه به Rovio، بازیکنان بیش از 5 میلیون ساعت از زمان بازی را در هر روز در تمام پلتفرم ها ثبت می کنند، همراه با 200 میلیون کاربر فعال ماهانه.[53] در نوامبر 2010، Digital Trends اظهار داشت که "با 36 میلیون دانلود، Angry Birds یکی از اصلی ترین بازی های موجود در حال حاضر است".[6] وبلاگ خبری بازی های ویدیویی ام اس ان بی سی نوشته است که "[n]هیچ برنامه بازی دیگری به داشتن چنین دنبال کننده ای نزدیک نیست".[54] کریستین ساینس مانیتور اشاره کرده است، "پرندگان خشمگین یکی از موفقیت های بزرگ سال 2010 بوده است".[7] در دسامبر 2010، به مناسبت یک سالگی انتشار Angry Birds، Rovio Mobile اعلام کرد که این بازی 50 میلیون بار دانلود شده است که بیش از 12 میلیون در دستگاه‌های iOS [4] و 10 میلیون در اندروید دانلود شده است.[55] تا ژانویه 2014، بازی به 2 میلیارد دانلود رسید، از جمله Angry Birds، Angry Birds Seasons، Angry Birds Rio، Angry Birds Space، Angry Birds Star Wars I & II و Angry Birds Go!.[5] تنها در روز کریسمس 2011، 6.5 میلیون نسخه از بازی های مختلف پرندگان خشمگین در تمام پلتفرم های پشتیبانی شده دانلود شد.[56]
در تاریخ اپ استور اپل، Angry Birds رکورد بیشترین روز را در بالای جدول برنامه های پولی دارد و در مجموع 275 روز را در جایگاه شماره 1 سپری کرده است. Angry Birds Rio در مجموع 23 روز در رتبه 1 قرار گرفته است و در رتبه نهم لیست قرار گرفته است.[57] در فهرست محبوب‌ترین رسانه‌های iTunes Store اپل در «iTunes Rewind» برای سال 2011، Angry Birds پرفروش‌ترین برنامه پولی آیفون/آی‌پاد در App Store بود و نسخه رایگان آن چهارمین برنامه دانلود شده بود.[58] دو نسخه ویژه بازی، Angry Birds Seasons و Angry Birds Rio، همچنین در 10 برتر برای برنامه‌های پولی iPhone/iPod قرار گرفتند، در حالی که نسخه‌های Angry Birds HD انحصاری iPad آن پرفروش‌ترین و پربارترین برنامه‌های iPad در سال بودند.[58] Mattel همچنین چند بازی رومیزی بر اساس این برنامه ساخت. اینها Angry Birds: Knock on Wood، Angry Birds: On Thin Ice و Angry Birds: Mega Smash نام داشتند.

## جوایز
در فوریه 2010، پرندگان خشمگین نامزد دریافت جایزه "بهترین بازی گاه به گاه" در ششمین جوایز سالانه بین المللی بازی موبایل در بارسلون، اسپانیا بود.[59] در سپتامبر 2010، IGN Angry Birds را به عنوان چهارمین بازی برتر آیفون در تمام دوران معرفی کرد.[60] در آوریل 2011، پرندگان خشمگین برنده هر دو "بهترین برنامه بازی" و "برنامه سال" در UK Appy Awards شد.[61] در جوایز وببی در سال 2011، پرندگان خشمگین جایزه "بهترین بازی برای دستگاه های دستی" را دریافت کرد.[62]

## Porting
Rovio از زمان عرضه اولیه خود برای اپل آیفون و آی‌پاد تاچ، نسخه‌های Angry Birds را برای تعدادی از دستگاه‌های دیگر منتشر کرده است. یکی از اولین ها برای گوشی N900 نوکیا،[48] از طریق فروشگاه Ovi آن بود. یک نسخه انحصاری برای iPad، Angry Birds HD، همزمان با انتشار خود iPad در آوریل 2010 منتشر شد.[63] در آگوست 2010، Angry Birds از طریق فروشگاه آنلاین App Catalog آن برای تلفن Palm Pre که سیستم عامل webOS Palm را اجرا می کرد در دسترس قرار گرفت.[64] تلفن‌های Symbian^3 نسخه‌ای از این بازی را در اکتبر 2010 دریافت کردند، [65] که در ابتدا فقط شامل قسمت‌های «تخم‌مرغ‌های شکارچی» و «حقه‌بازی قدرتمند» بود.[66] Angry Birds روی Kindle Fire و Kindle Fire HD کار می کند.
در ماه مه 2010، Rovio برنامه‌هایی را برای نسخه‌ای برای دستگاه‌هایی که از سیستم عامل اندروید گوگل استفاده می‌کنند، اعلام کرد، [67] که نسخه بتا آن از طریق بازار اندروید (اکنون Google Play) در سپتامبر 2010 منتشر شد.[68] نسخه کامل آندروید بازی برای اولین بار به جای آن در GetJar در اکتبر 2010 منتشر شد، [49] اگر چه پس از آن در بازار اندروید در عرض چند روز منتشر شد.[50] مقام های Rovio خاطرنشان کردند که GetJar نسبت به Android Market دسترسی جهانی بیشتری دارد، و در دسترس بودن GetJar بر روی سایر پلتفرم‌های گوشی‌های هوشمند (از جمله Symbian) ارتقاء بین پلتفرمی بازی را آسان‌تر می‌کند.[49] برخلاف نسخه‌های قبلی، Angry Birds برای Android یک برنامه رایگان و با پشتیبانی تبلیغات است، زیرا برنامه‌های کاربردی پولی در برخی از کشورها در Android در دسترس نیستند.[50] به روز رسانی به نام "Bad Piggy Bank" بازیکنان را قادر می سازد تا تبلیغات درون بازی را خریداری کنند.[55]
در اکتبر 2010، مایکروسافت در یکی از وب سایت های خود پیشنهاد کرد که نسخه ویندوز فون Angry Birds در حال توسعه است. Rovio شکایت کرد که مایکروسافت برای ارائه چنین بیانیه ای اجازه نخواسته است و خاطرنشان کرد که در آن زمان متعهد به طراحی نسخه ویندوزفون نبوده است. اگرچه Rovio از مایکروسافت درخواست کرد تا سایت خود را برای حذف ارجاع ها به بازی اصلاح کند، [49][69] یک نسخه ویندوز فون در نهایت در ژوئن 2011 منتشر شد.[70]
نزدیک به پایان سال 2010، Rovio اعلام کرد که در حال توسعه پورت های جدید بازی است، این بار برای دستگاه های خارج از بازار تلفن همراه. در ژانویه 2011، سه تا از آن پورت ها راه اندازی شد. ابتدا، سونی از انتشار بازی Angry Birds برای سیستم دستی PlayStation Portable خود در قالب یک بازی مینی پلی استیشن خبر داد که شامل نزدیک به 200 سطح از بازی اصلی است. این نسخه در پلی استیشن 3 نیز قابل پخش است.[41][71] سپس، Rovio انتشار نسخه ویندوزی بازی را اعلام کرد[72] در 4 ژانویه 2011، که به طور انحصاری از مرکز AppUp اینتل برای فروش در دسترس بود، که شامل 195 سطح در هنگام راه اندازی و برنامه هایی برای ویژگی های انحصاری غیرقابل دسترس در نسخه های تلفن هوشمند بود.[73] یک روز پس از انتشار نسخه ویندوز، Mac App Store راه‌ اندازی شد، که یکی از اولین پیشنهاد های آن نسخه‌ Angry Birds بود.[74] پورت‌ های پرندگان خشمگین نیز برای سیستم‌ های Wii[4] و Nintendo DS[75] پیشنهاد شده‌ اند، و یک نسخه 3 بعدی از بازی برای انتشار در LG Optimus 3D در اکتبر 2011 پیشنهاد شد.[76][77]
محبوبیت پرندگان خشمگین به گسترش بازی به سایر دستگاه‌هایی که در ابتدا به عنوان ماشین‌های بازی طراحی نشده بودند کمک کرد. Barnes & Noble اعلام کرد که به‌روزرسانی آینده برای Nook Color e-reader به دستگاه مبتنی بر Android اجازه اجرای برنامه‌ها، از جمله پورت Angry Birds را می‌دهد.[78] در ژوئن 2011، Rovio اعلام کرد که قصد دارد با Roku همکاری کند تا نسخه ای از Angry Birds را در مدل جدیدی از ستاپ باکس متصل به اینترنت خود، Roku 2 XS، قرار دهد.[79]
در می 2011، یک نسخه HTML5 درون مرورگر[80] از پرندگان خشمگین به صورت بتا منتشر شد. این بازی از WebGL یا Canvas استفاده می کند و از طریق فروشگاه وب Chrome برای استفاده با مرورگر وب کروم Google توزیع می شود. این برنامه بر روی هر مرورگر دارای WebGL یا Canvas قابل اجرا است و هنگام پخش در Chrome دارای محتوای انحصاری است، مانند سطوح انحصاری[81] و به اصطلاح "Chrome Bombs". این نسخه دارای قابلیت پخش آفلاین است و دارای گیم پلی 60 FPS با مجموعه ای از تنظیمات گرافیکی برای تطبیق انواع قابلیت های سخت افزاری است.[82]
در اکتبر 2011، در طول Nokia World 2011، اعلام شد که Angry Birds در سری Asha سری 40 گوشی های لمسی نوکیا با هدف بازارهای نوظهور مانند هند، چین و آفریقای جنوبی از قبل بار گذاری شده است.[83] در دسامبر 2011، Rovio Angry Birds HD، Angry Birds Seasons HD و Angry Birds Rio HD را بر روی تبلت BlackBerry Play Book از Research In Motion منتشر کرد.[84] در ژانویه 2012، Angry Birds برای دستگاه‌ هایی که از سیستم عامل Bada استفاده می‌کردند منتشر شد.[85]
در فوریه 2012، پرندگان خشمگین اولین حضور رسمی خود را در فیس بوک انجام داد.[20] از 23 می 2012 به عنوان دوستان پرندگان خشمگین شناخته می شود.[86] این نسخه با دو فصل از بازی اصلی به همراه فصل انحصاری «سرف و چمن» راه اندازی شد. نسخه فیس بوک تعدادی از آیتم های جدید را اضافه می کند که حداکثر دو مورد در هر سطح استفاده می شود.[20] به عنوان مثال، Super Seeds پرنده را بزرگ‌تر و در نتیجه قدرتمندتر می‌کند، در حالی که قدرت بالا بردن King Sling باعث می‌شود که تیرکمان قوی‌تر و قادر به پرتاب پرندگان بالاتر و سریع‌تر باشد.[20] پاور آپ‌ها را می‌توان در بازی خریداری کرد یا توسط دوستانی که بازی را انجام می‌دهند به آنها داده شود.[20] «Surf and Turf» بعداً در نسخه‌های موبایل اصلی بازی، که با iOS شروع شد، گنجانده شد.[34] نسخه فیس بوک دارای مسابقه های هفتگی در میان دوستان شما است، با 3 برنده برتر که در بازی «سکه های پرنده» رایگان به دست می آورند که می تواند برای خرید Powerup ها استفاده شود.[87] یک فصل منحصر به فرد با موضوع روز سبز وجود داشت، اما در دسامبر 2012 حذف شد.
در نمایشگاه سرگرمی الکترونیکی 2012 در لس آنجلس، کالیفرنیا، Rovio و شریک توزیع Activision برنامه‌هایی را برای آوردن Angry Birds و دو بازی اسپین‌آف آن، Angry Birds Seasons و Angry Birds Rio به سیستم‌های PlayStation 3، Xbox 360 و Nintendo 3DS اعلام کردند.[8] این بازی‌ها به‌عنوان سه‌گانه پرندگان خشمگین، به‌طور خاص برای کنسول‌های مربوطه‌شان ساخته می‌شوند و از ویژگی‌های منحصربه‌فرد آن‌ها مانند پشتیبانی از پلی‌استیشن موو، کینکت، نمایشگرهای با کیفیت بالا و تصاویر سه‌بعدی بدون عینک بهره می‌برند.[88]
همچنین برای Wii و Wii U به عنوان بخشی از Angry Birds Trilogy در دسترس است.
نسخه کنترل شده حرکتی بازی نیز بر روی تلویزیون هوشمند سامسونگ منتشر شده است. برای دانلود رایگان در Samsung Apps برای تلویزیون هوشمند سامسونگ در دسترس است.